# دومينجو اجارتيكا

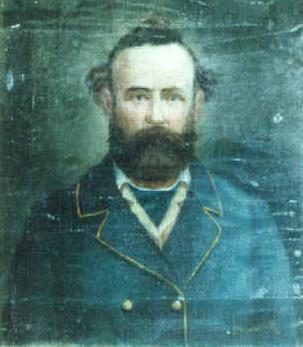

دومينجو دي اجارتيكا (عام 1794- 24 مارس 1839) كان ضابط في القرن التاسع عشر لجيش جمهورية المكسيك.

## المسيرة

### في سنواته الأولى
خدم دومينجو دي اجارتيكا تحت إمرة خوزيه جوكين دي اريدوندو في عام 1813. كان كل من اجارتيكا وأنطونيو لوبيز دي سانتا أنا متدربين في رحلة جاتيريز ماجي، ومعركة مدينا.
قاد اجارتيكا 125 رجل نحو قلعة ڤيلاسكو، تكساس في عام 1832. حاول أن يستغل سلاح المدفعية ليمنع المستعمرين من تكساس بقيادة جون أوستين أن يستحوذوا على المدافع ويأخذونها من برازوريا إلى أنوهاك حينما كانت أنوهاك في تزعزع أمني. رغم انتصار جيش تكساس عليهم في معركة ڤيلاسكو والتي دامت 11 ساعة، وسُمِح لاجارتيكا بأن يهرب من القلعة.
كان اجارتيكا قائد عسكري في ولاية كواهويلا وقاد القوات العسكرية في مقاطعة بيكسار (تكساس)، حينما كانوا يقاومون النقص في التمويل والمؤن والقوة العاملة.  رغم وقوف 200 رجل إلى جانبه، إلا أن نصفهم كانوا في الخدمة. كانت جهوده في ربيع العام  ذاته تدور حول تقوية وتغليض مشاعرهم تجاه الأمريكيين وانتهاكهم لكل من سياساتهم ومواطنين مقاطعة بيكسار (تكساس) ومقاطعة نيكودوشيز (تكساس). لطالما أعتبر شعب تكساس لا يلقي احترام للحكومة وقادتها، وقد بُعثة منهم رسالة كُتب عليها: "لم نسمع منكم شئ، لكن اللعنة على أنطونيو لوبيز دي سانتا أنا. اللعنة على اجارتيكا."
عمل اجارتيكا على حل المشكلات بين السلطات السياسية ليتجنب الصراع مع مليشيات جون سيجين في منتصف عام 1835، والذي أنطلق من بلدة بيكسار متجهاً إلى مونكلوڤا وكواويلا ليقدم الدعم للمحافظ الفيدرالي أوجستين ڤيسكا. في آخر الدقائق قدم تنازلات الرئيس السياسي خوزيه إنجيل ناڤارو والذي منع الصراع بين المليشيات وجنود اجارتيكا. تلقى اجارتيكا بعد ذلك تقريراً ونقل خبره إلى المكسيك لتقارير تصرح بأن روح التسامح انتشر في صيف عام 1835 وكان تهديداً قوياً بالإجماع بشأن السلام الذي يترتب عليه إرسال الجنود من المكسيك إلى تكساس. أفصح اجارتيكا عن رأيه إلى رئيسة مارتن بيرفكتو دي كوس بأن التعزيزات لا تزال ضرورية، وبهذه الطريقة سوف يضمن اجارتيكا ما عمل له في تقوية وتغليض مشاعر جنوده حول الحرب. وبتعامله مع شعب تكساس، أخذ اجارتيكا يكرر احتمالية تحقيق السلام إن عملوا بأوامره. الذي أمرهم اجارتيكا هم سلطات تكساس وأمرهم بلزوم أماكنهم بالإضافة إلى ممثلين السلطات التشريعية لكواويلا، وقادة الرحلة الاستكشافية أنوهاك أو ثوار يونيو عام 1835، وخصوم آخرين مثل لورينزو دي زاڤالا. في فترة الصيف زادة أعداد قواته إلى ما يقارب 500 رجل، إضافة إلى 200 من الفرسان تحت الخدمة. أحصت التقارير في شهر سبتمبر بأن اجارتيكا كان ينوي على تنفيذ هذه الاعتقالات بنفسه، وبالفعل، فكان تحت إمرته الملازم فرانسيسكو دي كاستانيدوالذي ذهب إلى مقاطعة جونزاليس في تكساس ليستعيد سلاح من أيدي قوات تكساس، والذي تسبب في المعركة الثاني من أكتوبر والتي تسببت في العدوان أثناء الثورة المكسيكية. وقع أجارتيكا بعدها هدنة سلام مع الثوار لكن حذرهم أن يسلموا أسلحتهم أو يواجهوا قوات أخرى من سان أنطونيو (تكساس).

### حصار سان أنطونيو
أثناء حصار سان أنطونيو (تكساس) قام ستيفان أوستين بأرشاد قوات تيكساس من ضواحي البلدة، حينما بقي اجارتيكا مع القوات المكسيك. قامت إحدى وحداته الخيالة باستكشاف المنطقة حول سيبولو كريك في منتصف أكتوبر. قاد بعد ذلك مجموعة من 275 جندي وسلاحي مدفعية من البلدة صباح الثامن عشر من أكتوبر، مشاركا في معركة كونسيبسيون. قاد العقيد اجارتيكا أحد الوحدات التي خرجت من صفوف القوات في الحصار وتوجهت بمسيرة عشرة أيام إلى ريو غراندي في 12 نوفمبر لتجلب التعزيزات. قاد اجارتيكا في 26 نوفمبر أحد القوات المكونة من 454 مجند و 173 خبير من لاريدو لمساعدة الجزء الرئيسي من الجيش تحت قيادة مارتن بيرفكتو دي كوس في مقاطعة بيكسار (تكساس). اثناء وصولهم في الثامن من ديسمبر إزدادت الأمور سوءاً لحاجة التعزيزات للمزيد من المؤن، فشاركوهم الهزيمة على أيدي قوات تكساس في التاسع من ديسمبر.

### ثورة تكساس
عاد اجارتيكا إلى لاريدو برفقة قوات مارتن بيرفكتو دي كوس، ومن ثم عاد إلى تكساس مع الجيش المكسيكي في عام 1836. تولى اجارتيكا في اواخر مارس قيادة قواة المستجدين التي تركة للخدمة في كوبانو وفيكتوريا وجولايد ليبني قيادته الخاصة لاحقا، وتَبَنّي مسؤولية إعادة بناء ملجأ للحراس والتحصينات. تبع اجارتيكا انسحاب الجيش المكسيكي في معركة سان جاسينتو، ثم ذهب إلى ولاية تاماوليباس حينما ساعد في إنشاء سياسة مطاردة الأمريكيين الأصليين لتندلع الحرب على شعب تكساس. واصل اجارتيكا في تأييد المهمة للجيش المكسيكي، وساعد في إفشال انتفاضة في سالتيلو حينما كان في مونتيري في فبراير 1839. قتل اجارتيكا في 24 مارس من عام 1839 دفاعاً عن سالتيلو.